# دزيجا الذهبية
«دزيجا الذهبية» (بالأوكرانية: Золота дзиґа)‏ هي جائزة وطنية أوكرانية للأفلام تُمنح للإنجازات المهنية في تطوير السينما الأوكرانية. تأسست في عام 2017 من قبل أكاديمية الأفلام الأوكرانية، أقيم حفل توزيع الجوائز الأول في 20 أبريل 2017 في «فندق فيرمونت جراند كييف».

## اختيار الأفلام وتحديد الفائزين
استمر تقديم جائزة دزيجا الذهبية للأفلام للمرة الأولى من 20 فبراير حتى 20 مارس 2017، اختيرت الأفلام التي عرضت لأول خلال سنة 2016 (من 1 يناير حتى 31 ديسمبر)، وكانت القائمة الكاملة للأفلام التي ترشحت للتنافس في المسابقة تحوي على 54 فيلما منها 12 فيلماً روائياً طويلاً، و15 فيلماً روائياً قصيراً، و19 فيلم وثائقي، و8 أفلام روسم متحركة. وقد قدم للمسابقة إجمالي 76 فيلماً. تم تحديد المتنافسين من خلال المشاهدة المغلقة غير التجارية لنسخ الأفلام عبر الإنترنت. في 3 أبريل 2017، نشر مجلس إدارة أكاديمية السينما قائمة قصيرة من 17 مرشحًا للجائزة الوطنية الأولى للفيلم.

## الترشيحات
منذ 2020 أصبحت ترشح الأفلام إلى 22 جائزة هي: 
- أفضل فيلم
- أفضل مخرج (جائزة يوري إلينكو)
- أفضل ممثل في دور أساسي
- أفضل ممثلة في دور أساسي
- أفضل ممثل مساعد
- أفضل ممثلة مساعدة
- أفضل مصور سينمائي
- أفضل مصمم إنتاج
- أفضل كاتب سيناريو
- أفضل ملحن
- أفضل فيلم وثائقي
- أفضل ميزة متحركة
- أفضل فيلم روائي قصير
- أفضل فنان مكياج (2018) [5]
- أفضل مصمم أزياء (2018) [5]
- أفضل مهندس صوت (2018) [6]
- أفضل محرر (2019) [7]
- أفضل أغنية (جائزة الفنان) (2019) [7]
- جائزة الجمهور (2018) [8] [9] [10]
- جائزة اكتشاف العام
- جائزة أفضل مؤثرات بصرية
- جائزة «الدزيجا الذهبية» للمساهمة في تطوير السينما الأوكرانية

## رمز المسابقة
الرمز الرئيسي للجائزة الوطنية للفيلم هو تمثال «دزيجا الذهبي» الصغير، الذي يرمز إلى التطور السريع للسينما الأوكرانية. بالإضافة إلى ذلك، يذكرنا العنوان بالإرث الإبداعي للمصور السينمائي البارز دزيجا فيرتوف. مؤلفة العنوان هي أولغا زاخاروفا، مديرة التسويق الاستراتيجي في مجموعة إعلام أوكرانيا.تم تصميم التمثال الصغير من قبل الفنان الأوكراني نزار بيليك، الذي وصف «دزيجا الذهبي» على النحو الآتي: «العنصر الرئيسي للتكوين هو إطار مصنوع من فيلم، رباعي الزوايا يدور ديناميكيًا، يمثل التصوير السينمائي. في الشكل، يشبه التمثال زوبعة ونار وسليل، وكلها ترمز إلى تطور السينما الوطنية وتجديدها».

## الاحتفالات
| مراسم   | تاريخ         | مكان                                  | مضيف                               | أفضل فيلم                  |
| ------- | ------------- | ------------------------------------- | ---------------------------------- | -------------------------- |
| الأول   | 20 أبريل 2017 | كييف، فندق فيرمونت جراند كييف         | ألكسندر سكيتشكو                    | عش السلحفاة                |
| الثاني  | 20 أبريل 2018 | كييف، مركز باركوفي للمؤتمرات والمعارض | أختيم سيتابلاييف وفاسيليسا فرولوفا | سايبورغ: الأبطال لا يموتون |
| الثالث  | 19 أبريل 2019 | كييف، مركز باركوفي للمؤتمرات والمعارض | داريا تريجوبوفا وأوليغ بانيوتا     | دونباس                     |
| الرابعة | 3 مايو 2020   | عبر الإنترنت                          | داريا تريجوبوفا وتيمور ميروشنيشنكو | أفكاري هادئة               |

## روابط خارجية
- دزيجا الذهبية على موقع IMDb (الإنجليزية)

- الموقع الرسمي
- دزيجا الذهبية على قاعدة بيانات الأفلام على الإنترنت